# Allotinus dilutus
Allotinus dilutus är en fjärilsart som beskrevs av Corbet 1939. Allotinus dilutus ingår i släktet Allotinus och familjen juvelvingar. Inga underarter finns listade i Catalogue of Life.

## Bildgalleri

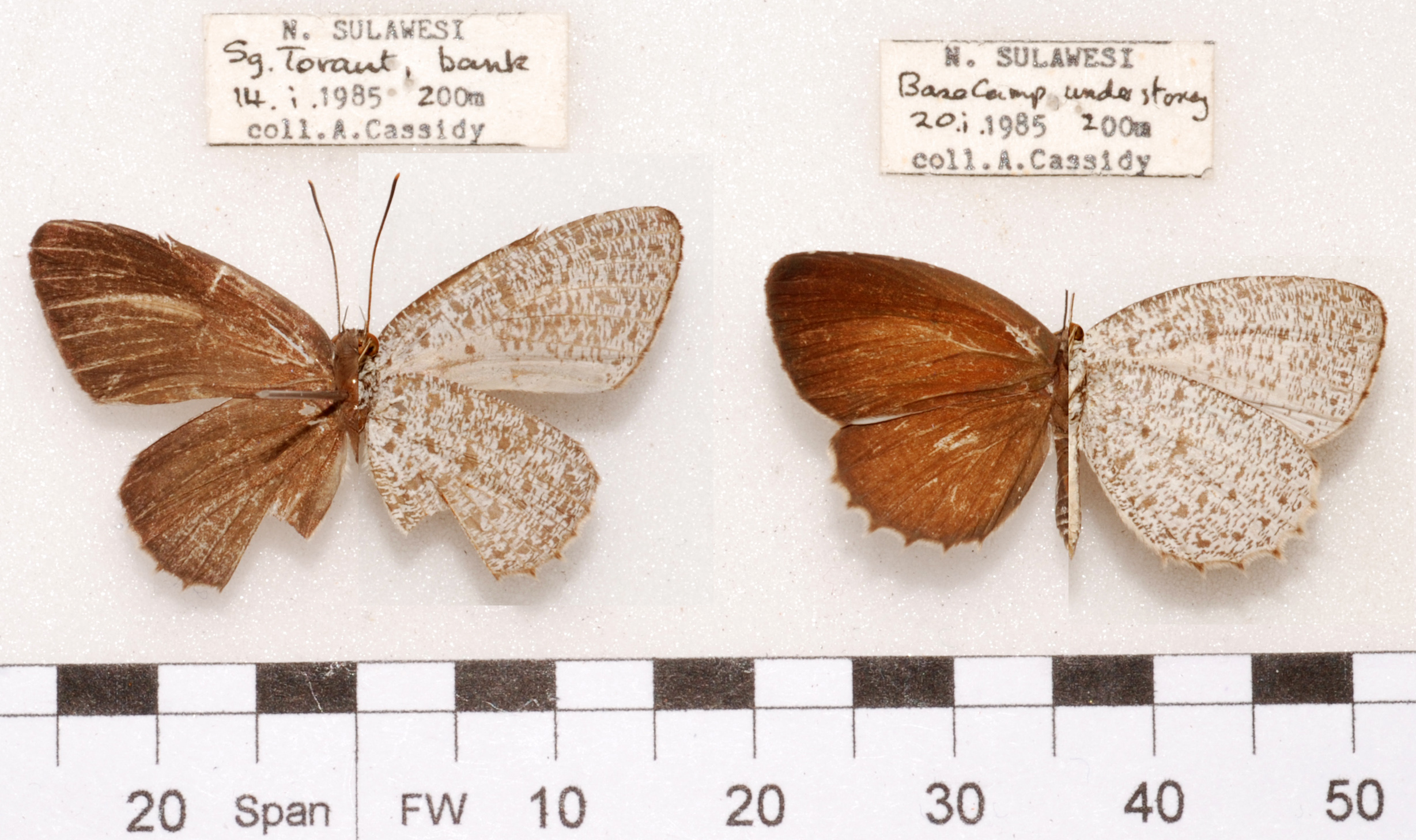